# بابلو غونزاليس فيلازكيز
بابلو غونزاليس فيلازكيز (بالإسبانية: Pablo González Velázquez)‏ هو نحات إسباني، ولد في 1664 في أندوخار في إسبانيا، وتوفي في 1727 في مدريد في إسبانيا.